# Eparchie murmanská
Eparchie murmanská je eparchie ruské pravoslavné církve nacházející se v Rusku.

## Území a titul biskupa
Zahrnuje správní hranice území městského okruhu Murmansk, Apatity, Kirovsk, Mončegorsk, Oleněgorsk a Poljarnyje Zori, také Kovdorského, Kandalakšského, Kolského a Lovozerského rajónu Murmanské oblasti.
Eparchiálnímu biskupovi náleží titul biskup murmanský a mončegorský.

## Historie
Eparchie byla zřízena rozhodnutím Svatého synodu dne 27. prosince 1995 oddělením území z archangelské eparchie.
Prvním eparchiálním biskupem se stal biskup tichvinský a vikář sanktpetěrburské eparchie Simon (Geťa).
Dne 2. října 2013 byla Svatým synodem zřízena z části území eparchie nová eparchie severomorská. Obě se staly součástí nově vzniklé murmanské metropole.

## Seznam biskupů
- 1995–2019 Simon (Geťa)
- od 2019 Mitrofan (Badanin)